# Aschheim
Aschheim é um município da Alemanha, no distrito de Munique, na região administrativa de Oberbayern , estado de Baviera.